# Secretaría General Técnica (Ministerio de Defensa)
La Secretaría General Técnica (SEGENTE) del Ministerio de Defensa de España es el órgano directivo del Departamento que asiste a la Subsecretaría de Defensa en asuntos jurídicos, legislativos, de publicaciones y conservación de archivos así como recursos administrativos, judiciales y atención al ciudadano. A diferencia de órganos similares de otros Ministerios, esta secretaría técnica no asume competencias en materia de recursos humanos (responsabilidad de la Dirección General de Personal) y tiene otras funciones únicas como es la supervisión del Servicio de Cría Caballar de las Fuerzas Armadas.

## Titular
El actual titular de la Secretaría General Técnica es el general consejero togado del Cuerpo Jurídico Militar don José Luis García Castell (Real Decreto 1035/2023, de 7 de diciembre).

## Estructura y funciones
Los órganos que dependen directamente de la Secretaría General Técnica son los siguientes:
- La Vicesecretaría General Técnica e Inspección General de Servicios, a la que le corresponde impulsar y coordinar la elaboración normativa, así como informar las disposiciones generales, tramitar las consultas al Consejo de Estado y proponer la revisión y refundición de textos legales; elaborar estudios e informes sobre cuántos asuntos sean sometidos a la deliberación del Consejo de Ministros, de las Comisiones Delegadas del Gobierno y de la Comisión General de Secretarios de Estado y Subsecretarios; proponer y elaborar normas sobre reformas de organización, procedimientos y métodos de trabajo y coordinar la política de mejora de la calidad de los servicios públicos, ejercer las competencias de Unidad de Información Transparencia, así como coordinar la actividad del departamento en relación con la reutilización de la información pública y de las actuaciones en los planes de Gobierno Abierto; planificar, dirigir, coordinar y, en su caso, ejecutar estadísticas, investigaciones y estudios militares; insertar en el «Boletín Oficial del Ministerio de Defensa» las disposiciones generales, resoluciones y actos administrativos que correspondan; y desarrollar la actividad atribuida a las inspecciones generales de servicios en el ámbito del Ministerio de Defensa.
- La Subdirección General de Recursos e Información Administrativa, a la que le corresponde tramitar los conflictos de atribuciones que corresponda resolver al Ministro, al Subsecretario o a otra autoridad superior del Departamento; tramitar y formular las propuestas de resolución de los recursos administrativos, de las reclamaciones de indemnización por responsabilidad patrimonial de la Administración General de Estado y de las solicitudes formuladas al amparo del derecho de petición, así como tramitar los procedimientos de revisión de oficio; realizar las actuaciones derivadas de los recursos contencioso-administrativos; y dirigir los servicios de información administrativa y atención al ciudadano.
- La Subdirección General de Publicaciones y Patrimonio Cultural, a la que le corresponde gestionar el programa editorial y las publicaciones; planificar, dirigir, supervisar y coordinar técnica y directamente la actividad de las bibliotecas, archivos y museos del Departamento; impulsar la difusión de su patrimonio cultural; y estudiar y coordinar las actuaciones derivadas de la normativa en materia de Memoria Democrática; dirigir y gestionar todas las imprentas del Departamento; gestionar la Biblioteca Centro de Documentación de Defensa, el Archivo Central del Ministerio de Defensa y el Archivo General e Histórico de Defensa; e impulsar la administración digital, la gestión del conocimiento y la gestión por procesos en el ámbito de sus competencias y en las relaciones de la Subsecretaría con el resto de las administraciones públicas.
- La Subdirección General de Administración Periférica, a la que le corresponde gestionar e inspeccionar las delegaciones de defensa y las residencias militares dependientes de la Subsecretaría; así como dirigir, coordinar, gestionar e inspeccionar el Servicio de Cría Caballar de las Fuerzas Armadas.

### Adscripciones
- Servicio de Cría Caballar de las Fuerzas Armadas.
- Servicio de Estadística de la Defensa
- Servicio de Investigación Operativa